# カルナーロ＝イタリア執政府

カルナーロ＝イタリア執政府
Reggenza Italiana del Carnaro (イタリア語)

国の標語: Quis contra nos?（ラテン語）
誰が我々に反対する？
カルナーロ＝イタリア執政府の位置

カルナーロ＝イタリア執政府（カルナーロ＝イタリアしっせいふ、イタリア語: Reggenza Italiana del Carnaro）は、ガブリエーレ・ダンヌンツィオらのグループがフィウーメ（現リエカ）を占拠して建国した国家である。カルナーロはフィウーメが面するクヴァルネル湾のイタリア語名。

## 背景
フィウーメは当時オーストリア＝ハンガリー帝国領であったが、イタリア系住民が多数居住しており、イタリア王国はいわゆる『未回収のイタリア』の一部と考えており、第一次世界大戦への参戦動機の一つとなった。1918年、オーストリア＝ハンガリー帝国は連合国との休戦を行うこととなり、フィウーメはフランス軍とイタリア軍の占領下におかれた。
10月30日、フィウーメのイタリア系組織「イタリア＝フィウーメ民族会議」がフィウーメのイタリアによる併合を宣言したが、連合国には影響を及ぼさなかった。1919年1月から始まったパリ講和会議では、イタリアの要求する『未回収のイタリア』の獲得はほとんど達成されず、フィウーメもセルビア人・クロアチア人・スロヴェニア人王国（ユーゴスラビア王国）への編入が決まった。このことはイタリアの官民にとって不服であり、6月下旬からはフィウーメを占領していたフランス軍とイタリア軍の間で衝突が発生した。
これをみた連合国調査委員会は、駐留イタリア軍の大幅な削減を指令するが、退去するイタリア軍兵士の間で、愛国派の詩人であり、「フィウーメか、死か！（O Fiume o morte!）」と唱え、「骨抜きにされた勝利 （Vittoria Mutilata）」を批判するダンヌンツィオに対する期待感が高まった。

## ロンキ進軍とフィウーメ占拠
9月11日、ダンヌンツィオはロンキ・デイ・レジョナーリに集まった義勇兵とともに、フィウーメを目指して行進を開始した。翌12日、2600人にふくらんだ義勇兵はフィウーメに入城し、連合国軍を追い出した（フィウーメの占拠）。ダンヌンツィオは司令官（Comandante）としてフィウーメの独裁統治を開始した。イタリア王国政府とフランチェスコ・サヴェリオ・ニッティ首相はこの占拠を認めず、海上と陸上を封鎖してフィウーメの経済封鎖をはかる一方で、ダンヌンツィオとの和平交渉も行っていた。しかし連合国の手前、ダンヌンツィオの要求するフィウーメのイタリアによる併合には踏み切れず、両者の交渉は完全に膠着状態となった。
この間連合国はアメリカ主導で調停案を作成し、20万人のユーゴスラビア人と4万人のイタリア人が含まれる緩衝国家としての「フィウーメ自由国家」の樹立を主眼とする覚書を10月27日にイタリア王国政府に提示した。イタリア王国政府は、ロンドン条約の境界線に基づく自由フィウーメ国家の成立を認めるが、イタリア人の権利とフィウーメの自治権を強化する反論を1920年1月6日に提示した。その後英仏とイタリアは協議して合意案を作成したが、セルビア人・クロアチア人・スロヴェニア人王国がこの合意案を拒否したため、事態は暗礁に乗り上げた。
一方フィウーメでは、イタリア政府の和解案の是非を問う住民投票が12月に開催され、圧倒的多数で採択された。しかしダンヌンツィオはこの和解案を拒絶し、独裁色を強める一方で新たな計画を模索することになる。、

## カルナーロ憲章
1920年1月11日、ダンヌンツィオは高名なサンディカリストで、イタリア下院議員のアルチェステ・デ・アンブリスをフィウーメ司令部の内閣首班（Capo di Gabinetto del Comando Fiumano）に任命し、フィウーメの統治形態を一新することとした。デ・アンブリスはベニート・ムッソリーニと知己であり、ダンヌンツィオとデ・アンブリスの関係をとりもったのはムッソリーニであった。しかしこの背景には、ダンヌンツィオがフィウーメから「ローマ進軍」することをおそれたムッソリーニの策謀であるという指摘もある。
デ・アンブリスは早速フィウーメの憲法策定にとりかかり、3月18日にダンヌンツィオに憲法草案を提出した。デ・アンブリスはフィウーメのイタリア併合は現状では不可能であると考えており、暫定的にフィウーメを共和国として成立させるという方策をとることにした。ダンヌンツィオは憲法草案を部分的に修正し、8月31日に劇場で「カルナーロ憲章」を発表した。
デ・アンブリスの草案では国名は「カルナーロ共和国（Repubblica di Carnaro）」であったが、ダンヌンツィオが決めた国名は「カルナーロ＝イタリア執政府（Reggenza Italiana del Carnaro）」であり、あくまでイタリア王国の下に属するべき存在であった。1920年の春頃には占拠初期の側近であった国家主義者や将校は姿を消し、デ・アンブリスら左派サンティカリズム系の人物がダンヌンツィオの側近を占めるようになったこともあって、その他の条文にはサンディカリストとしてのデ・アンブリスの思想が強く反映されているが、ダンヌンツィオの哲学的・唯美的な主張も盛り込まれている。しかし代議院や経済評議院の開催期間がきわめて短期間であるなど、「異常なほど楽観的な憲法」であった。またこのカルナーロ憲章が後のファシスト党に影響を与えたという見方もある。

## 終焉
11月12日、イタリア王国政府はもセルビア人・クロアチア人・スロヴェニア人王国とラパッロ条約を締結し、フィウーメを自由都市化する約束を取り付けた。ジョヴァンニ・ジョリッティ首相はダンヌンツィオらの即時退去を要求したが、執政府政府はこれに応じなかった。12月24日から5日間、イタリア王国海軍の軍艦がフィウーメへの砲撃を開始し、25名の死者を出した（血のクリスマス）。12月30日、イタリア軍はフィウーメを占拠し、ダンヌンツィオは降伏文書に署名し、1921年1月18日にフィウーメを出た。これにより自由都市フィウーメが成立した。
1924年1月27日のローマ条約締結により、2月22日にフィウーメはイタリア王国に併合されることとなる。